# 李宗晖
李宗晖（8世纪？—8世纪？），他是唐中宗李显第三子节愍太子李重俊的庶出独子，也是中宗李显唯一一个史书有载的孙子。

## 生平
景龙元年（707年）七月，李重俊发动兵变，事败被杀。中宗之弟唐睿宗登基后，追谥李重俊为节愍太子。
景云三年（711年），封李宗晖为湖阳郡王。天宝年间，李宗晖官至卫尉员外卿。
天宝十一年（752年），御史大夫兼京兆尹加知总监、栽接使王鉷卷入谋反案，李宗晖因将宅子卖给王鉷，被贬为涪川郡长史，迁卢阳郡长史。
至德元年（756年）安史之乱之际，李宗晖追赴行在，被授特进、鸿胪卿。
李宗晖没有其他才能，但因外族之亲，受到的恩礼和照顾越来越隆重。最终卒于太常员外卿的任上。

## 子嗣
据《新唐书》记载，李宗晖极有可能无子。

## 延伸阅读
[在维基数据编辑]
 《舊唐書/卷86》，出自刘昫《舊唐書》
 《新唐書·卷081》，出自《新唐書》